# ERA
ERA是一个新世纪音乐团体，乐队的领衔人物是法国音乐家艾瑞克·拉维（Eric Lévi）。其音乐融古典、歌剧、格列高利圣咏与当代风格于一体。ERA让听者感受到音乐的大气、磅礴，并带有一丝的宗教色彩，所以在新世纪音乐的乐迷中受到很大推崇。仅第一张同名专辑《ERA》就在全球销售了500万张，并得到了白金唱片认证。他的音乐曾用在法国电影《时空急转弯》以及西尔维斯特·史泰龙的电影《生死极速》之中。歌曲曾在澳大利亚的通信公司的广告中使用。ERA的单曲是格斗家菲德·埃密利亞恩寇（Fedor Emelianenko）战斗的主题曲，所以ERA在综合格斗迷中也是十分有名。同样，他的另外一首单曲被菲德尔的弟弟亚历山大·艾米连科（Aleksander Emelianenko）作为战斗的主题曲。

## 現場演出
ERA的现场演唱着中世纪的服装和盔甲出演。

## 作品

### 专辑列表
- Era, 1997
- Era 2, 2000
- The Mass, 2003[2]
- The Very Best of Era, 2005
- Reborn, 2008
- Classics, 2009
- The Essential, 2010
- Classics II, 2010
- The 7th Sword, 2017

### 单曲（非官方）
- Mother
- Misere Mani
- Divano
- Ameno
- Infanati
- Enae Volare Mezzo

## 軼事
ERA的《The Mass》在中国被误认为是二战时期德国纳粹党卫军第一装甲师的军歌，并翻译为《闪电部队在行动》或《SS闪电部队在行动》。